# Tetrapterys complicata
Tetrapterys complicata är en tvåhjärtbladig växtart som beskrevs av Friedrich Anton Wilhelm Miquel. Tetrapterys complicata ingår i släktet Tetrapterys och familjen Malpighiaceae. Inga underarter finns listade i Catalogue of Life.